# María Chinchilla Recinos

María Chinchilla năm 1940

María Chinchilla Recinos, thường được gọi là María Chinchilla, (sinh ngày 2 tháng 9 năm 1909 - mất ngày 25 tháng 6 năm 1944) là một giáo viên Guatemala bị ám sát bởi kỵ binh của tướng Jorge Ubico trong khi tham gia một cuộc biểu tình chống chính phủ hòa bình. Bà được vinh danh là nữ anh hùng dân tộc.

## Tiểu sử
Sinh ra tại Asunción Mita tại Department of Jutiapa, đủ điều kiện làm giáo viên tiểu học ở Jalapa năm 1927, là học sinh giỏi nhất trong lớp. Sau khi giảng dạy tại Asunción Mita, bà chuyển đến Thành phố Guatemala vào năm 1932 nơi bà dạy ở một số cơ sở giáo dục..
Năm 1944, các giáo viên đã gửi yêu cầu tăng lương cho nhà độc tài của nước này, Tướng Ubico, trong khi các sinh viên từ Đại học San Carlos kêu gọi sự độc lập của trường đại học. Bất mãn tăng lên đến mức vào ngày 25 tháng 6 năm 1944, khoảng 300 phụ nữ mặc áo tang bắt tay vào một cuộc biểu tình hòa bình kêu gọi tự do, dân chủ và từ chức của nhà độc tài. Chinchilla, một trong những người tổ chức cuộc biểu tình, là một trong số những người bị giết khi chính phủ cử binh sĩ và kỵ binh chấm dứt cuộc biểu tình. Bà được chôn cất trong nghĩa trang chính của thành phố nơi lăng mộ của bà được gọi là  Panteón del Maestro (Teacher's Pantheon). Chincilla bây giờ được coi là một nữ tử đạo và nữ anh hùng dân tộc, đã mang về sự từ chức của Ubico năm ngày sau khi cuộc biểu tình.
Vào ngày 6 tháng 6 năm 1944, hiệp hội giáo viên Guatemala Asociación Nacional de Maestros đã giải quyết rằng ngày 25 tháng 6 sẽ được tổ chức hàng năm như Dia del Maestro (Ngày của giáo viên) để tưởng nhớ María Chinchilla Recinos.